# Góra Zamkowa (Wzniesienia Górowskie)
Góra Zamkowa, także Zamkowa Góra – wzgórze o wysokości 215 lub 216 m n.p.m. będące najwyższym punktem Wzniesień Górowskich (leżącym w jego środkowym paśmie). Znajduje się na południe od wsi Garbniki, a na północ od Dzikowa Iławeckiego (gmina Górowo Iławeckie, powiat bartoszycki, województwo warmińsko-mazurskie). Leży w granicach obszaru chronionego krajobrazu Wzniesienia Górowskie oraz obszaru specjalnej ochrony ptaków programu Natura 2000 Ostoja Warmińska. Z jej południowo-zachodnich stoków bierze swoje źródła rzeka Wałsza.
Zamkowa Góra jest dostępna dla turystów dzięki schodom, ustawiono na niej również tablice ścieżki edukacyjnej i wiaty. Jej szczyt porasta gęsty las liściasty, w związku z czym nie posiada punktu widokowego. Dawniej Zamkowa Góra służyła jako miejsce kultu Prusów, postawiono na niej drewniany gródek. Służyła za punkt obserwacyjny dla astronoma Friedricha Wilhelma Bessela. Podczas II wojny światowej prawdopodobnie umieszczono na niej natomiast urządzenie FuSAn-733 do namierzania pozycji samolotów.